# Західний канон: книги на тлі епох
«Західний канон: книги на тлі епох» — книга Гарольда Блума, присвячена канонічним творам Західної літератури, стала бестселером в США. «Західний канон: книги на тлі епох» та «Страх впливу» — найвідоміші твори Блума. В книзі «Західний канон: книги на тлі епох» Блум захищає поняття Західного канону, зосереджуючись на аналізі творів 26 авторів, яких він вважає найважливішими:
- Вільям Шекспір
- Данте Аліг'єрі
- Джеффрі Чосер
- Мігель де Сервантес
- Мішель де Монтень
- Мольєр
- Джон Мілтон
- Семюел Джонсон
- Йоганн Вольфганг фон Гете
- Вільям Вордсворт
- Джейн Остін
- Волт Вітмен
- Емілі Дікінсон
- Чарлз Діккенс
- Джордж Еліот
- Толстой Лев Миколайович
- Генрік Ібсен
- Зигмунд Фрейд
- Марсель Пруст
- Джеймс Джойс
- Вірджинія Вулф
- Франц Кафка
- Хорхе Луїс Борхес
- Пабло Неруда
- Фернанду Пессоа
- Семюел Беккет

В центрі канону Блум ставить Вільяма Шекспіра. В книзі Блум критикує так звану «школу образи» в літературознавстві, яка включає до себе феміністичні, марксистські, лаканівські, ново-історичні, деконструктивістські та саміотичні підходи до літературознавства. В додатку до книги розміщений список канонічних творіх Західної літератури від античності до кінця XX ст. В пізнішому інтерв'ю Блум визнав, що список канонічних творів був написаний за ідеєю та під тиском редактора і відволікає читача від наміру книги .

## Автори Західного канону
Гарольд Блум включив до Західного канону не лише авторські літературні тексти, але також релігійні твори та впливові роботи філософів та істориків. Твори поділені за епохами та країнами, мовами чи регіонами.

### Теократична епоха
Давній Близький Схід: ‪Епос про Гільгамеша‬, ‪Книга мертвих‬, Біблія, ‪Апокрифічна літератур‬а, ‪Піркей авот‬
Давня Індія (санскрит): ‪Махабхарата‬, ‪Бгаґавад-Ґіта‬, ‪Рамаяна‬
Давні греки: Гомер, Гесіод, ‪Архілох‬, Сапфо, ‪Алкман‬, Піндар, Есхіл, Софокл, Евріпід, Арістофан, Геродот, Фукідід, ‪Досократики‬ (Геракліт, Емпедокл), Платон, Арістотель
Еленістичні греки: ‪Менандр‬, Псевдо-Лонгін, ‪Каллімах (поет)‬, Теокріт, Плутарх, Езоп, Лукіан
Римляни: ‪Тит Макцій Плавт‬, ‪Теренцій‬, Лукрецій, Цицерон, Горацій, Персій, Катулл, Вергілій, ‪Марк Анней Лукан‬, Овідій, Ювенал, ‪Марк Валерій Марціал‬, Сенека, ‪Петроній Арбітр‬, Апулей
Середні віки: латина, арабська та просторіччя до Данте: ‪Августин Аврелій‬, Коран, ‪Казки тисяча і однієї ночі, ‪Старша Едда, ‪Сноррі Стурлусон‬, ‪Пісня про Нібелунгів‬, Вольфрам фон Ешенбах, ‪Кретьєн де Труа‬, ‪Беовульф‬, ‪Пісня про мого Сіда‬, ‪Христина Пізанська‬, Дієго де Сан Педро

### Аристократична епоха
Італія: Данте, Петрарка, Джованні Боккаччо, Матео Боярдо, Лудовіко Аріосто, Мікеланджело Буонарроті, Нікколо Макіавеллі, Леонардо да Вінчі, Бальтасаре Кастильйоне, Гаспара Стампа, Джорджо Вазарі, Бенвенуто Челліні, Торквато Тассо, Джордано Бруно, Томмазо Кампанелла, Джамбатіста Віко, Карло Гольдоні, Вітторіо Альф'єрі
Португалія: Луїс де Камоенс, Антоніо Ферейра
Іспанія: Хорхе Манріке, Фернандо де Рохас, Лазарілйо де Тормес, Франсіско де Кеведо, Луїс де Леон, Іван від Хреста, Луїс де Гонгора, Мігель де Сервантес, Лопе де Вега, Тірсо де Моліна, Педро Кальдерон де ла Барка, Хуана Інес де ла Крус
Англія та Шотландія: Джеффрі Чосер, Томас Мелорі, Вільям Данбар, Джон Скетон, Томас Мор, Томас Ваєтт, Генрі Говард, Філіп Сідні, Фалк Гревіль, Едмунд Спенсер, Волтер Релі, Крістофер Марлоу, Майкл Дрейтон, Семюел Деніел, Томас Неш, Томас Кід, Вільям Шекспір, Томас Кемпіон, Джон Донн, Бен Джонсон, Френсіс Бекон, Роберт Бертон, Томас Браун, Томас Гоббс, Роберт Геррік, Томас Кер'ю, Річард Лавлейс, Ендрю Марвел, Джордж Герберт, Томас Траерн, Генрі Воган, Джон Вілмот, Річард Крешоу, Френсіс Бомонт, Джон Флетчер, Джордж Чапмен, Джон Форд, Джон Марстон, Джон Вебстер, Томас Мідлтон, Вільям Роулі, Сайріл Турнер, Філіп Месінджер, Джон Баньян, Ізаак Волтон, Джон Мілтон, Джон Обрі, Джеремі Тейлор, Бетлер Семюель, Джон Драйден, Томас Отвей, Вільям Конгрів, Джонатан Свіфт, Джон Етерідж, Александр Поуп, Джон Гей, Джеймс Босвелл, Семюел Джонсон, Едвард Гіббон, Едмунд Берк, Моріс Морганн, Вільям Коллінз, Джордж Фаркар, Вільям Вічерлі, Крістофер Смарт, Олівер Голдсміт, Річард Брінслі Шерідан, Вільям Купер, Джордж Креб, Данієль Дефо, Семюел Річардсон, Генрі Філдінг, Тобаяс Смолетт, Лоренс Стерн, Фанні Берні, Джозеф Еддісон, Річард Стіл
Франція: Жан Фруассар, Франсуа Війон, Мішель де Монтень, Франсуа Рабле, Маргарита Наваррська, Жоашен дю Белле, Моріс Сев, П'єр де Ронсар, Філіпп де Коммін, Агріппа д'Обіньє, Робер Гарньє, П'єр Корнель, Франсуа де Ларошфуко, Жан де Лафонтен, Мольєр, Блез Паскаль, Жак Бенінь Боссюе, Нікола Буало, Жан Расін, П'єр Карле де Маріво, Жан-Жак Руссо, Вольтер, Абат Прево, Мадам де Лафаєтт, Себастьєн-Рош Нікола де Шамфор, Дені Дідро, Шодерло де Лакло
Німеччина: Еразм Роттердамський, Йоганн Вольфганг фон Гете, Фрідріх Шиллер, Готгольд Ефраїм Лессінг, Фрідріх Гельдерлін, Генріх фон Клейст

### Демократична епоха
Італія: Уго Фосколо, Алессандро Мандзоні, Джакомо Леопарді, Джузеппе Джоакіно Беллі, Джозуе Кардуччі, Джованні Верга
Іспанія і Португалія: Густаво Адольфо Беккер, Беніто Перес Гальдос, Леопольдо Алас (Кларін), Жозе Марія Еса де Кейрош
Франція: Бенжамен Констан, Франсуа-Рене де Шатобріан, Альфонс де Ламартін, Альфред де Віньї, Віктор Гюго, Альфред де Мюссе, Жерар де Нерваль, Теофіль Готьє, Оноре де Бальзак, Стендаль, Гюстав Флобер, Жорж Санд, Шарль Бодлер, Стефан Малларме, Поль Верлен, Артюр Рембо, Трістан Корб'єр, Жуль Лафорг, Гі де Мопассан, Еміль Золя
Скандинавія: Генрік Ібсен, Август Стріндберг
Велика Британія: Роберт Бернс, Вільям Блейк, Вільям Вордсворт, Вальтер Скотт, Джейн Остін, Семюел Тейлор Колрідж, Доротея Вордсворт, Вільям Гезлітт, Лорд Байрон, Волтер Севідж Лендор, Томас де Квінсі, Чарльз Лемб, Марія Еджворт, Елізабет Гаскелл, Джеймс Гогг, Чарльз Метьюрін, Персі Біші Шеллі, Мері Волстонкрафт Шеллі, Джон Клер, Джон Кітс, Томас Ловелл Беддоуз, Джорж Дарлі, Томас Гуд, Томас Вейд, Роберт Браунінг, Чарльз Діккенс, Альфред Теннісон, Данте Габрієль Росетті, Метью Арнолд, Артур Г'ю Клаф, Крістіна Россетті, Томас Лав Пікок, Джерард Менлі Гопкінс, Томас Карлайл, Джон Рескін, Вальтер Патер, Едвард Фіцджеральд, Джон Стюарт Мілль, Джон Генрі Ньюмен, Ентоні Троллоп, Льюїс Керролл, Едвард Лір, Джорж Гіссінг, Алджернон Чарлз Свінберн, Шарлотта Бронте, Емілі Бронте, Вільям Мейкпіс Теккерей, Джорж Мередіт, Френсіс Томпсон, Лайонел Джонсон, Роберт Бріджес, Гілберт Кіт Честертон, Семюель Батлер, В. С. Гілберт, Вілкі Коллінз, Ковентрі Петмор, Джеймс Томсон, Оскар Вайлд, Джон Девідсон, Ернст Довсон, Джордж Еліот, Роберт Льюїс Стівенсон, Вільям Морріс, Брем Стокер, Джордж Макдональд
Німеччина, Австрія, Швейцарія: Новаліс (Фрідріх фон Гарденберг), Якоб та Вільгельм Грімм, Едуард Мьоріке, Теодор Шторм, Готфрид Келлер, Е. Т. А. Гофман, Єремія Готгельф, Адальберт Штіфтер, Фрідріх Шлегель, Георг Бюхнер, Генріх Гайне, Ріхард Вагнер, Фрідріх Ніцше, Теодор Фонтане, Стефан Георге
Росія: Олександр Пушкін, Микола Гоголь, Михайло Лермонтов, Сергій Аксаков, Олександр Герцен, Іван Гончаров, Іван Тургенев, Федір Достоєвський, Лев Толстой, Микола Лесков, Олександр Островський, Микола Чернишевський, Олександр Блок, Антон Чехов
США: Вашингтон Ірвінг, Вільям Каллен Брайант, Джеймс Фенімор Купер, Джон Грінліф Віттьєр, Ральф Волдо Емерсон, Емілі Дікінсон, Волт Вітмен, Натаніель Готорн, Герман Мелвілл, Едгар Аллан По, Джонс Вері, Фредерік Годдард Такермен, Генрі Девід Торо, Річард Генрі Дана-молодший, Фредерік Дуглас, Генрі Водсворт Лонгфелло, Сідні Ланьє, Френсіс Паркмен, Генрі Адамс, Амброз Бірс, Луїза Мей Елкотт, Чарльз В. Чеснатт, Кейт Шопен, Вільям Дін Говеллс, Стівен Крейн, Генрі Джеймс, Гаролд Фредерік, Марк Твен, Вільям Джеймс, Френк Норріс, Сара Орн Джуітт, Трамбелл Стікні

### Хаотична епоха
Італія: Луїджі Піранделло, Габріеле д'Аннунціо, Діно Кампана, Умберто Саба, Джузеппе Томазі ді Лампедуза, Джузеппе Унгаретті, Еудженіо Монтале, Сальваторе Квазімодо, Томазо Ландолфі, Леонардо Шаша, П'єр Паоло Пазоліні, Чезаре Павезе, Прімо Леві, Італо Звево, Джорджо Бассані, Наталія Гінзбург, Еліо Вітторіні, Альберто Моравіа, Андреа Дзандзотто, Італо Кальвіно, Антоніо Порта
Іспанія: Мігель де Унамуно, Антоніо Мачадо, Хуан Рамон Хіменес, Педро Салінас, Хорхе Гільєн, Вісенте Алейксандре, Федеріко Гарсія Лорка, Рафаель Альберті, Луїс Сернуда, Мігель Ернандес, Блас де Отеро, Каміло Хосе Села, Хуан Гойтісоло
Каталонія: Карлес Ріба, Жозеп Вісенс Фош, Жоан Перучо, Мерсе Родореда, Пере Жимферрер, Сальвадор Еспріу
Португалія: Фернанду Пессоа, Жорже де Сена, Жозе Сарамаго, Жозе Кардозо Пірес, Софія де Мелло Брейнер, Еуженіо де Андраде
Франція: Анатоль Франс, Ален-Фурньє, Марсель Пруст, Андре Жід, Колетт, Жорж Батай, Луї-Фердінанд Селін, Рене Домаль, Жан Жене, Жан Жироду, Альфред Жаррі, Жан Кокто, Гійом Аполлінер, Андре Бретон, Поль Валері, Рене Шар, Поль Елюар, Луї Арагон, Жан Жіоно, Мішель Леріс, Раймон Радіге, Жан-Поль Сартр, Сімона де Бовуар, Альбер Камю, Анрі Мішо, Едмон Жабес, Сен-Жон Перс, П'єр Реверді, Трістан Тцара, Макс Жакоб, П'єр-Жан Жув, Франсіс Понж, Жак Превер, Філіп Жакоте, Шарль Пегі, Бенжамен Пере, Андре Мальро, Франсуа Моріак, Жан Ануй, Ежен Йонеско, Моріс Бланшо, П'єр Клоссовскі, Раймон Руссель, Антонен Арто, Клод Леві-Стросс, Ален Роб-Гріє, Наталі Саррот, Клод Сімон, Маргеріт Дюрас, Робер Пенже, Мішель Турньє, Маргеріт Юрсенар, Жан Фоллен, Ів Бонфуа
Велика Британія та Ірландія: Вільям Батлер Єйтс, Джордж Бернард Шоу, Джон Міллінгтон Сінг, Шон О'Кейсі, Джордж Дуглас Браун, Томас Гарді, Редьярд Кіплінг, А. Е. Гаусмен, Макс Бірбом, Джозеф Конрад, Роланд Фірбанк, Форд Медокс Форд, Сомерсет Моем, Джон Каупер Повіс, Сакі (Г. Г. Мунро), Герберт Уеллс, Девід Ліндсей, Арнольд Беннетт, Волтер де ла Мар, Вілфред Овен, Айзек Розенберг, Едвард Томас, Роберт Грейвз, Едвін Мюр, Девід Джоне, Джон Голсуорсі, Е. М. Форстер, Френк О'Коннор, Девід Герберт Лоуренс, Вірджинія Вулф, Джеймс Джойс, Семюел Беккет, Елізабет Бовен, Дж. Г. Фаррел, Генрі Грін, Івлін Во, Ентоні Берджес, Дж. Б. Едвардс, Айріс Мердок, Грем Грін, Крістофер Ішервуд, Норман Дуглас, Олдос Гакслі, Лоуренс Даррел, Вільям Голдінг, Доріс Лессінг, Мервін Пік, Дженет Вінтерсон, Вістен Г'ю Оден, Рой Фуллер, Гевін Еварт, Безіл Бантінг, Вільям Емпсон, Джордж Вілсон Найт, Р. С. Томас, Франк Кермод, Стіві Сміт, Ф .Т. Прінс, Філіп Ларкін, Дональд Деві, Джефрі Гілл, Джонатан Спенс, Елізабет Дженінгс, Кейт Дуглас, Г'ю Макдіармід, Льюїс Макніс, Ділан Томас, Найджел Денніс, Шеймас Гіні, Томас Кінселла, Пол Малдун, Джон Монтегю, Джон Арден, Джо Ортон, Фленн О'Брайен, Том Стоппард, Гарольд Пінтер, Едвард Бонд, Джордж Орвелл, Една О'Брайен
Німеччина, Австрія, Швейцарія: Гуго фон Гофмансталь, Райнер Марія Рільке, Герман Брох, Георг Тракль, Франц Кафка, Бертольд Брехт, Артур Шніцлер, Франк Ведекінд, Карл Краус, Гюнтер Айх, Томас Манн, Альфред Деблін, Герман Гессе, Роберт Музіль, Йозеф Рот, Пауль Целан, Томас Бернгард, Генріх Белль, Інґеборґ Бахман, Ганс Магнус Енценсбергер, Вальтер Беньямін, Роберт Вальзер, Кріста Вольф, Петер Гандке, Макс Фріш, Гюнтер Грасс, Фрідріх Дюрренматт, Йоханнес Бобровскі
Росія: Анна Ахматова, Леонід Андреев, Андрій Бєлий, Осип Мандельштам, Велімір Хлєбніков, Володимир Маяковський, Михайло Булгаков, Михайло Кузьмін, Максим Горький, Іван Бунін, Ісак Бабель, Борис Пастернак, Юрій Олеша, Марина Цвєтаєва, Михайло Зощенко, Андрій Платонов, Олександр Солженіцин, Йосип Бродський
Скандинавія: Ісак Дінесен, Мартін Андерсен-Нексе, Кнут Гамсун, Сігрід Ундсет, Гуннар Екелеф, Томас Транстрьомер, Пер Лагерквіст, Ларс Густафсон
Сербія та Хорватія: Іво Андрич, Васко Попа, Данило Кіш
Чехія: Карел Чапек, Вацлав Гавел, Мілан Кундера, Ярослав Сейферт, Мирослав Голуб
Польща: Бруно Шульц, Чеслав Мілош, Вітольд Гомбрович, Станіслав Лем, Збігнєв Герберт, Адам Загаєвський
Угорщина: Аттіла Йожеф, Ференц Югаш, Ласло Немет
Греція: Константінос Кавафіс, Йоргос Сеферіс, Нікос Казандзакіс, Янніс Ріцос, Одіссеас Елітіс, Ангелос Сікеліанос
Їдиш: Шолом-Алейхем, Менделе Мойхер-Сфорім, Іцхак Перец, Яков Глатштайн, Моше Лейб Гальперн, Лейвік Г. (Лейвік Гальперн), Ізраель Єхошуа  Зінгер, Хаїм Граде, Семен Ан-ський, Мані Лейб, Шолом Аш
Іврит: Хаїм Нахман Бялик, Шмуель Йосеф Аґнон, Аарон Аппельфельд, Яков Шабтай, Ієхуда Аміхай, А. Б. Ієхошуа, Амос Оз, Т. Кармі, Натан Зах, Далія Равикович, Дан Паґіс, Давид Шахар, Давид Гроссман, Йорам Каньюк
Арабська: Нагіб Махфуз, Адоніс (Алі Ахмад Саїд Ісбір), Махмуд Дервіш, Таха Гусейн
Латинська Америка: Рубен Даріо, Хорхе Луїс Борхес, Алехо Карпентьєр, Гільєрмо Карбера Інфанте, Северо Сардуй, Рейнальдо Аренас, Пабло Неруда, Ніколас Гільєн, Октавіо Пас, Сесар Вальєхо, Мігель Ангель Астуріас, Хосе Лесама Ліма, Хосе Доносо, Хуліо Кортасар, Габріель Гарсія Маркес, Маріо Варгас Льйоса, Карлос Фуентес, Карлос Драммонд де Андраде
Вест-Індія (Кариби): С. Л. Р. Джеймс, Відьядхар Сураджпрасад Найпол, Дерек Волкотт, Вілсон Гарріс, Майкл Телвелл, Еме Сезер
Африка: Чинуа Ачебе, Воле Шоїнка, Амос Тутуола, Кристофер Окігбо, Джон Пеппер Кларк (Бекедеремо), Аї К. Арма, Ва Тхіонго Нгугі, Габріель Окара, Надін Гордімер, Джон Максвелл Кутзее, Атол Фугар, Леопольд Седар Сенгор
Індія (англомовні): Р. К. Нараян, Салман Рушді, Рут Правер Джабвала
Канада: Малкольм Лаврі, Робертсон Дейвіс, Еліс Манро, Нортроп Фрай, Енн Геберт, Джей Макферсон, Маргарет Етвуд, Дарел Гайн
Австралія та Нова Зеландія: Майлз (Стелла) Франклін, Катрін Мансфілд, А. Д. Гоуп, Патрік Байт, Крістіна Стід, Джудіт Райт, Лес А. Маррей, Томас Кенеллі, Девід Малоуф, Кевін Гарт, Пітер Kepi
США: Едвін Арлінгтон Робінсон, Роберт Фрост, Едіт Вортон, Вілла Катер, Гертруда Стайн, Воллес Стівенс, Вейчел Ліндсей, Едгар Лі Містерс, Теодор Драйзер, Шервуд Андерсон, Сінклер Льюїс, Елінор Вайлі, Вільям Карлос Вільямс, Езра Паунд, Робінсон Джефферс, Маріанна Мур, Гільда Дулітл (Г. Д.), Джон Кроу Рейсом, Томас Стернз Еліот, Кетрін Енн Портер, Джин Тумер, Джон Дос Пассос, Конрад Айкен, Юджин Гладстоун О'Ніл, Е. Е. Каммінгс, Джон Б. Вілрайт, Роберт Фіцджеральд, Луїза Боган, Леоні Адамс, Гарт Крейн, Аллен Тейт, Френсіс Скотт Фіцджеральд, Вільям Фолкнер, Ернест Хемінгуей, Джон Стейнбек, Зора Ніл Герстон, Натаніель Вест, Річард Райт, Еудора Велті, Лангстон Хагс, Едмунд Вільсон, Кеннет Берк, Джозеф Мітчелл, Абрагам Каган, Кей Бойл, Еллен Глазгоу, Джон П. Маркванд, Джон О'Гара, Генрі Рот, Торнтон Вайлдер, Роберт Пенн Воррен, Делмор Шварц, Велдон Кіс, Елізабет Бішоп, Джон Беррімен, Пол Боулз, Рандалл Джаррелл, Чарльз Олсон, Роберт Гейден, Роберт Ловелл, Теодор Ретке, Джеймс Аджі, Джен Гаррідж, Мей Свенсон, Роберт Данкен, Річард Вілбур, Річард Ебергарт, М. Б. Толсон, Кеннет Коч, Френк О'Гара, Джеймс Шайлер, Джеймс Болдуін, Сол Беллоу, Джон Чівер, Ральф Еллісон, Трумен Капоте, Карсон Маккалерс, Фланнері О'Коннор, Володимир Набоков, Гор Відал, Вільям Стайрон, Джером Девід Селінджер, Райт Морріс, Бернард Маламуд, Норман Мейлер, Джон Говкес, Вільям Гаддіс, Теннессі Вільямс, Артур Міллер, Едвін Джастус Майер, Гарольд Бродкі, Урсула Ле Гуїн, Раймонд Карвер, Роберт Кувер, Дон Делілло, Джон Кроулі, Гай Давенпорт, Джеймс Дікі, Е. Л. Доктороу, Станлі Елкін, Вільям Г. Гасс, Рассел Гобан, Деніс Джонсон, Кормак Маккарті, Вільям Кеннеді, Тоні Моррісон, Глорія Найлор, Джойс Керол Оутс, Волкер Персі, Грейс Палей, Томас Пінчон, Синтія Озик, Ісмаель Рід, Філіп Рот, Джеймс Солтер, Роберт Стоун, Джон Барт, Волтер Абіш, Дональд Бартельм, Томас М. Діш, Пол Тероукс, Джон Апдайк, Курт Воннегут, Едмунд Вайт, Джеймс Маккорт, Джеймс Вілкокс, А. Р. Аммонс, Джон Ешбері, Девід Мамет, Девід Рабе, Сем Шепард, Август Вільсон, Антоні Гечт, Едгар Боверс, Дональд Джастис, Джеймс Меррілл, В. С. Мервін, Джеймс Райт, Галвей Кіннел, Філіп Левін, Ірвінг Філдман, Дональд Голл, Алвін Фейнман, Річард Говард, Джон Голландер, Гері Снайдер, Чарльз Сімік, Марк Странд, Чарльз Райт, Джей Райт, Амі Клампітт, Аллен Гроссман, Говард Мосс, Джеймс Епплвайт, Дж. Д. Макклачі, Альфред Корн, Дуглас Краз, Ріта Дав, Тиліас Мосс, Едвард Гірш, Тоні Кушнер

## Український переклад
- Гарольд Блум. Західний канон. Книги на тлі епох; пер. з англійської Ростислав Семків (заг. ред.), Ольга Радомська, Ольга Карпенко, Дарина Купко, Світлана Кирилова — Київ: Факт, 2007. — 720 ст.[2]
- Гарольд Блум. Західний канон. Книги та вчення століть. Переклад з англійської: Олег Буйвол. — Харків: Фоліо, 2024. — 544 с. — ISBN 978-617-551-813-7.